# 袁子濬
袁子濬（1916年—1997年），字哲生，山東高唐人，中华民国陆军将领。

## 生平
陸軍官校第13期步科，陸軍步兵學校高級班第11期，革命實踐研究院軍官訓練團第5期畢業。曾任参谋连长、营附、团附、营长、副团长、团长。后去台湾。1952年，任第五十七师第一六九团团长。1961年，任第六十九师少将师长。1967年，调任新兵第四训练中心指挥官。1971年，任第八军军长、台湾警备总司令部中将副司令。之后担任陸軍第1軍團司令部中將代理司令、陸軍第2軍團司令部中將司令、臺灣警備總司令部中將副總司令。1979年8月，任台湾训练团教育长。1988年，中华民国退伍军人协会成立，他担任理事长。